# Dorade royale
Pour les articles homonymes, voir Dorade et Daurade (poisson).
Sparus aurata · Daurade
 (avril 2023).
Si vous disposez d'ouvrages ou d'articles de référence ou si vous connaissez des sites web de qualité traitant du thème abordé ici, merci de compléter l'article en donnant les références utiles à sa vérifiabilité et en les liant à la section « Notes et références ».
Genre
Espèce
Répartition géographique
Statut de conservation UICN

 LC  : Préoccupation mineure
La dorade royale (Sparus aurata) ou daurade, est une espèce de poisson osseux appartenant à la famille Sparidae (Sparidés) dont la taille atteint régulièrement 50 cm pour 2 kg et peut atteindre jusqu'à 70 cm pour 6 kg.
Plusieurs espèces différentes portent le nom vernaculaire de dorade, mais en France, « daurade » écrite avec « au » désigne spécifiquement Sparus aurata, la dorade royale, poisson très apprécié en gastronomie.
Il a été montré au début des années 2000, qu'au sein de la population méditerranéenne, il existait des sous-populations génétiquement différenciées, par exemple très différentes entre les deux rives de la Méditerranée occidentale.

## Description

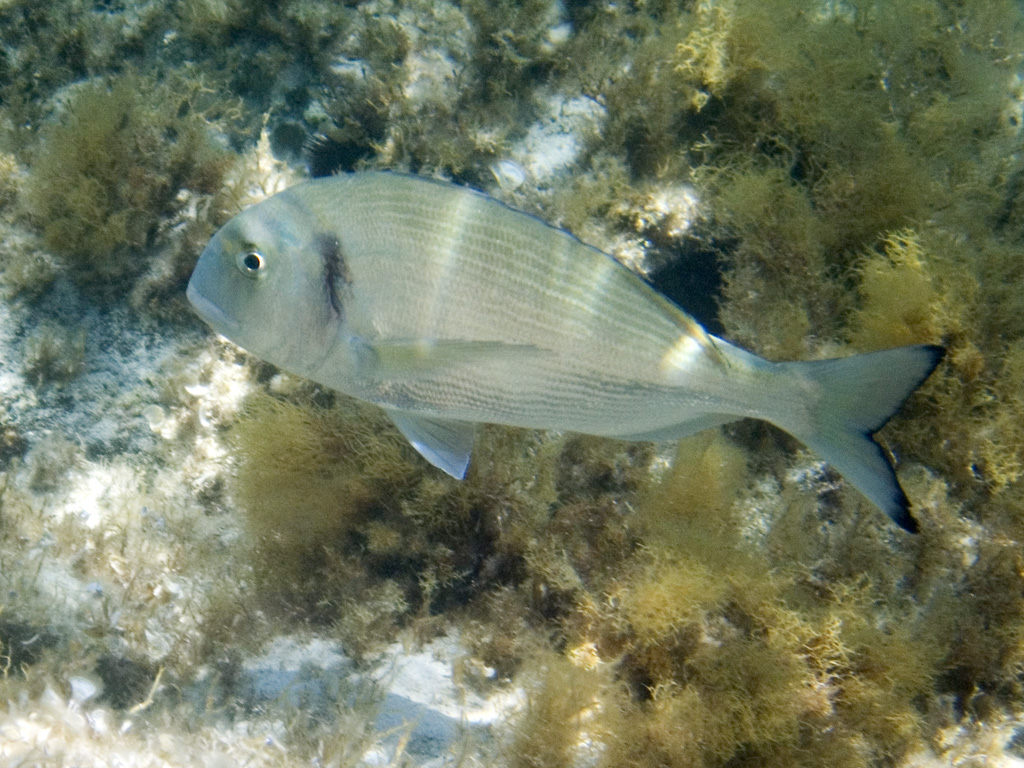
Dans les eaux de la plage de La Pelosa en Sardaigne

Sa livrée est gris argent, corps ovale avec une bande  dorée sur le front (d'où son surnom de « Belle aux sourcils d'or ») et sur les joues.
En plus de ce bandeau doré, elle comporte également une tache noire sur le haut de l'opercule, ainsi qu'une tache orangeâtre sur le bas de l'opercule, ce qui permet une identification aisée. Suivant son habitat, la livrée de la dorade royale varie. Sur une plage peu profonde, ses flancs sont argentés voire tirent sur le jaune paille, alors qu'en eau plus profonde, sur des fonds sombres, comme dans les ports, ses flancs seront nettement bleus.
La dorade est comestible, et sa chair est très appréciée.

### Surnoms
Couramment appelée daurade ou dorade royale, ce sparidé possède en vérité plusieurs surnoms, attribués la plupart du temps par les pêcheurs en fonction de la région. Le nom de « Belle au sourcil d'or » revient fréquemment grâce à son véritable sourcil doré, caractéristique de cette espèce. Dans le sud de la France, les petits individus sont couramment appelés « Blanquette » ou « Socanelle », elle est appelée « gueule pavée » en Bretagne, en raison de sa forte dentition. Plus généralement, les poissons de petites tailles peuvent être qualifiés de « médaillons ».

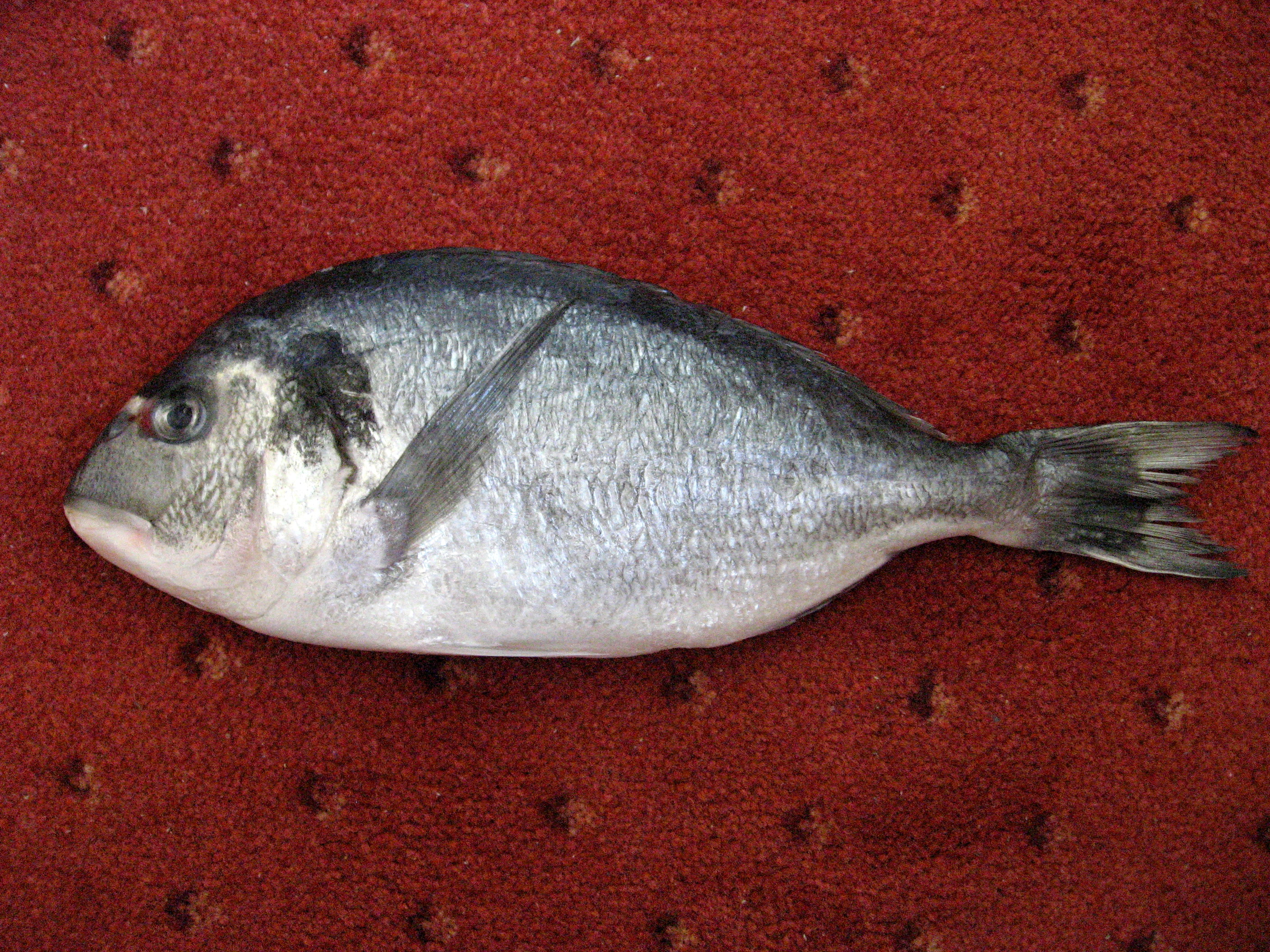
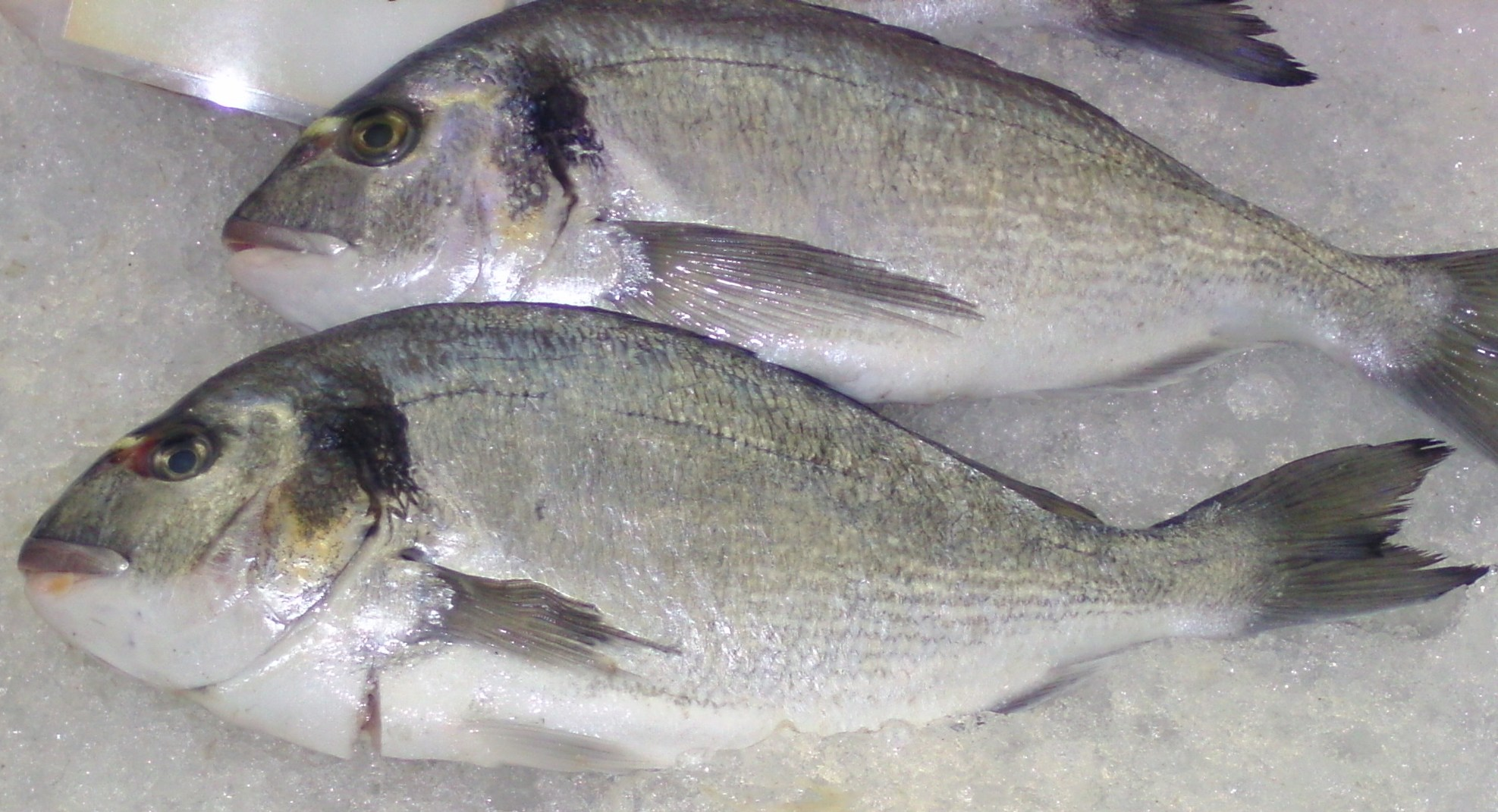
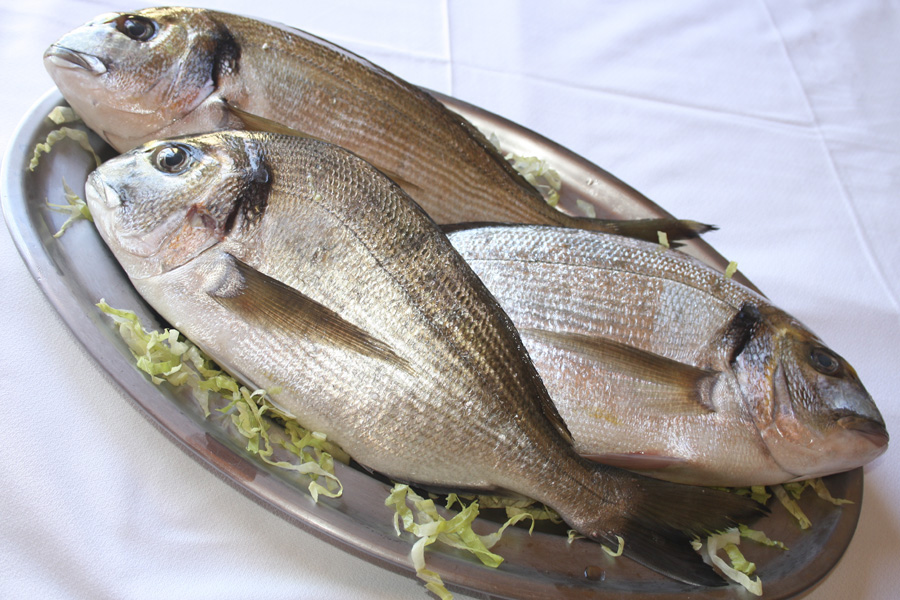

### Reproduction

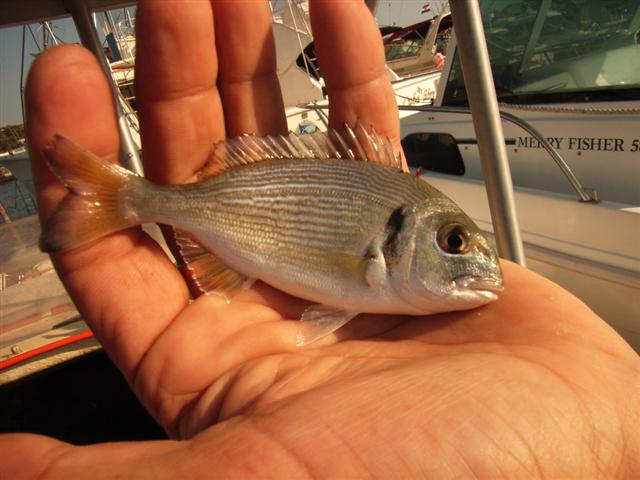
Jeune dorade royale

La dorade royale a la particularité d'être hermaphrodite protandrique, c'est-à-dire qu'elle naît mâle avant de devenir femelle aux alentours de la troisième année. Elle mesure déjà une vingtaine de centimètres deux ans seulement après l'éclosion.

### Habitat

Habitat

La dorade est un poisson côtier (fonds entre 2 et  150 m) de mer Méditerranée, mer du Nord, Manche et d'océan Atlantique, de la Scandinavie au Sénégal.
En Méditerranée, elle se rapproche un peu plus des côtes durant la saison chaude et effectue des va-et-vient fréquents entre la mer et les étangs côtiers par l'intermédiaire des graus. C'est un poisson sensible aux changements de salinité et de température intervenant dans ces étangs.
Elle affectionne les fonds sableux, et plus encore les fonds mixtes comprenant roches éparses et coursives de sable, ainsi que les bordures de secteurs rocheux. On la trouve aussi dans les ports et aux abords des digues.

### Alimentation
La dorade est principalement carnivore et accessoirement herbivore. Elle se nourrit principalement de crustacés et de mollusques, dont elle broie les coquilles grâce à ses puissantes molaires. Cette capacité lui a valu le surnom de « gueule pavée ». Pouvant broyer huîtres et moules, elle occasionne chaque année des dégâts chez les conchyliculteurs. Néanmoins, le régime alimentaire de la dorade est assez large. Ce sparidé peut aussi se nourrir de poissons, vers, oursins, crabes, céphalopodes…

## Pêche

### Pêche de loisir

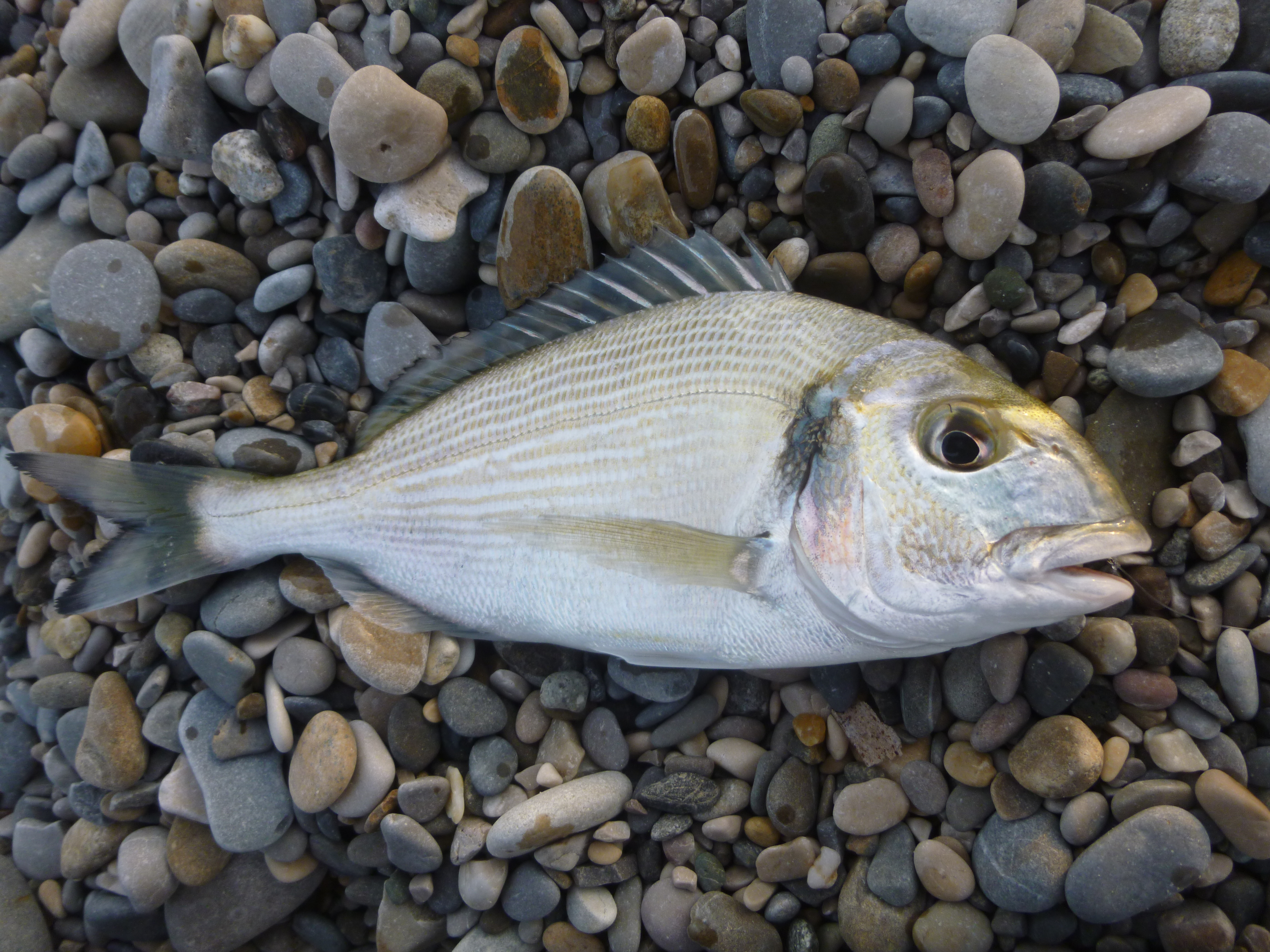
Pêchée à la ligne depuis le bord (surf-casting) à Marseille.

La pêche de loisir de la dorade nécessite une canne à pêche adaptée (type surf casting) et du fil très résistant car, lorsque la daurade se saisit de l'appât, il arrive qu'elle sectionne le fil avec ses dents. On peut le pêcher au coquillage.

### Pêche sauvage
Il est pêché entre autres aux filets maillants et à la palangre de chaluts.

### Aquaculture
La dorade royale est élevée à grande échelle depuis les années 1980 en aquaculture, en particulier dans de nombreux pays méditerranéens de sa zone d'habitat naturelle.

### Législation

#### France
Ce poisson est soumis à une maille légale de capture en France, valable pour les pêcheurs professionnels et plaisanciers. Cette maille diffère selon le lieu de capture et le moyen de prélèvement. Sur la côté méditerranéenne, que ce soit en chasse sous marine ou en pêche à la canne, la maille légale de capture s’élève à 23 cm.
Ce poisson fait aussi partie d'une liste obligeant les pêcheurs plaisanciers à sectionner le bas de la nageoire caudale après prélèvement, afin d'éviter toute tentative de revente illégale.

## Gastronomie
La dorade royale est un poisson à la chair fine, blanche, et goûteuse, largement utilisée dans les cuisines méditerranéennes.

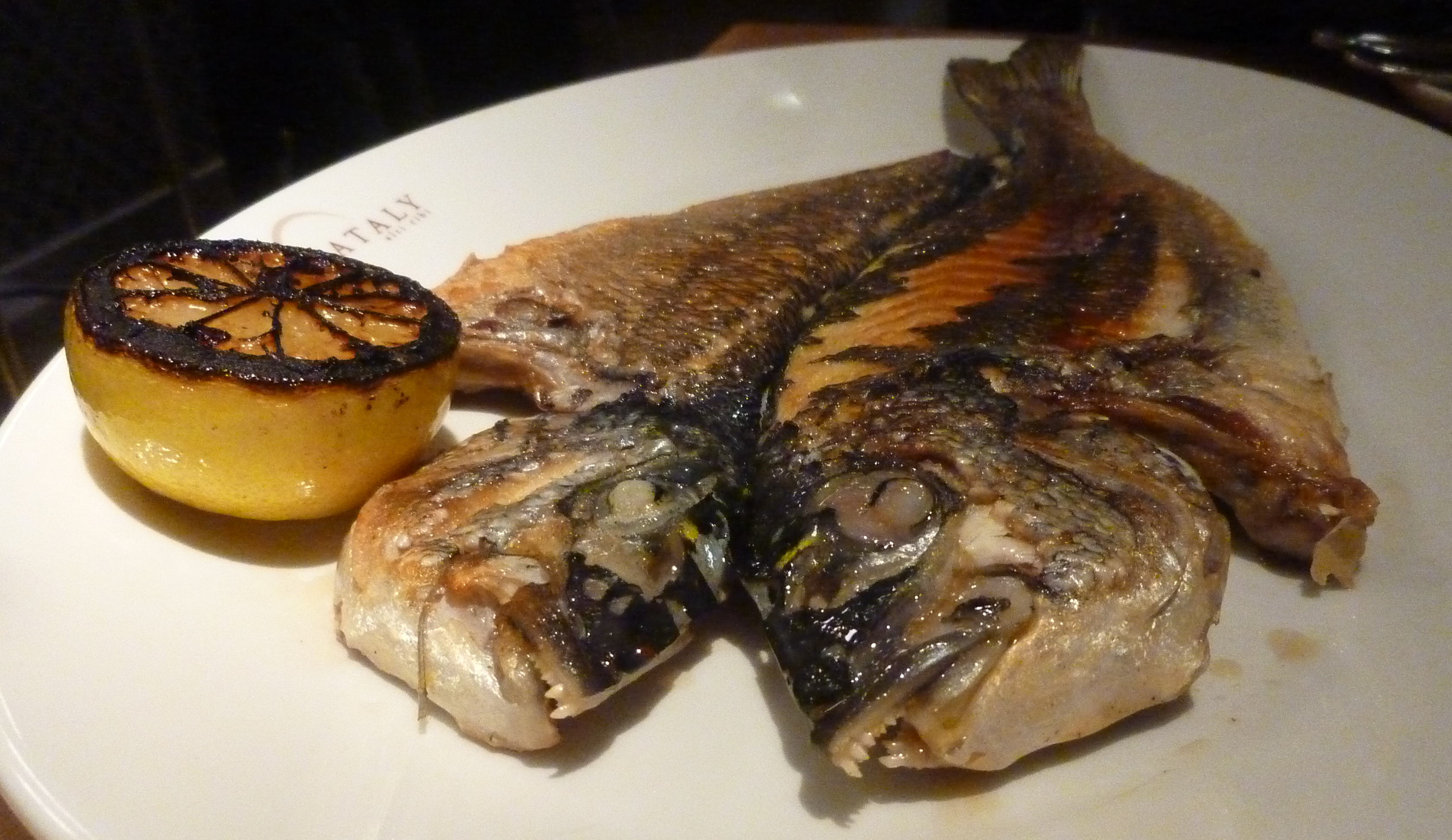
Dorade royale grillée.
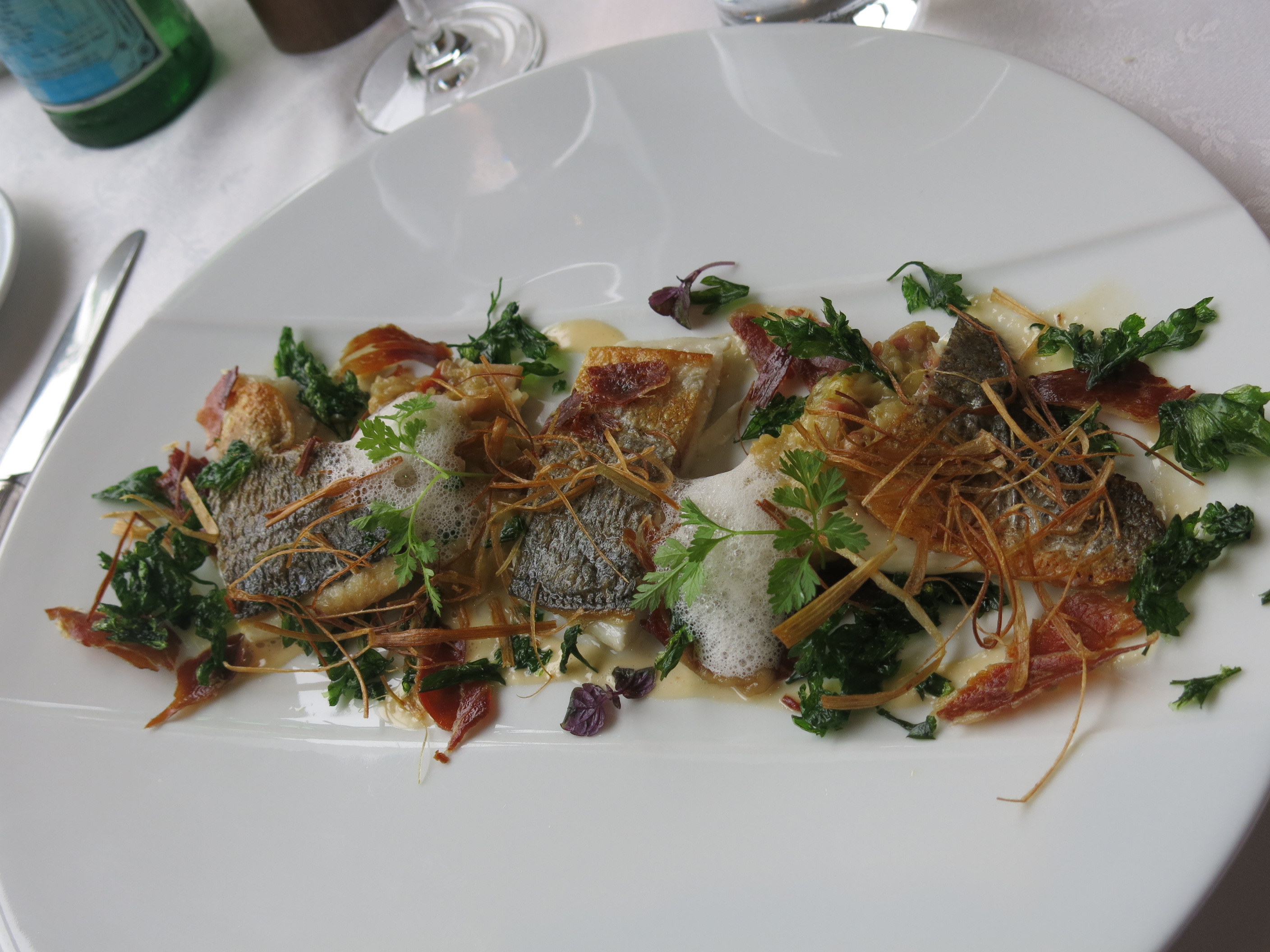
Dorade royale au beurre mousseux.
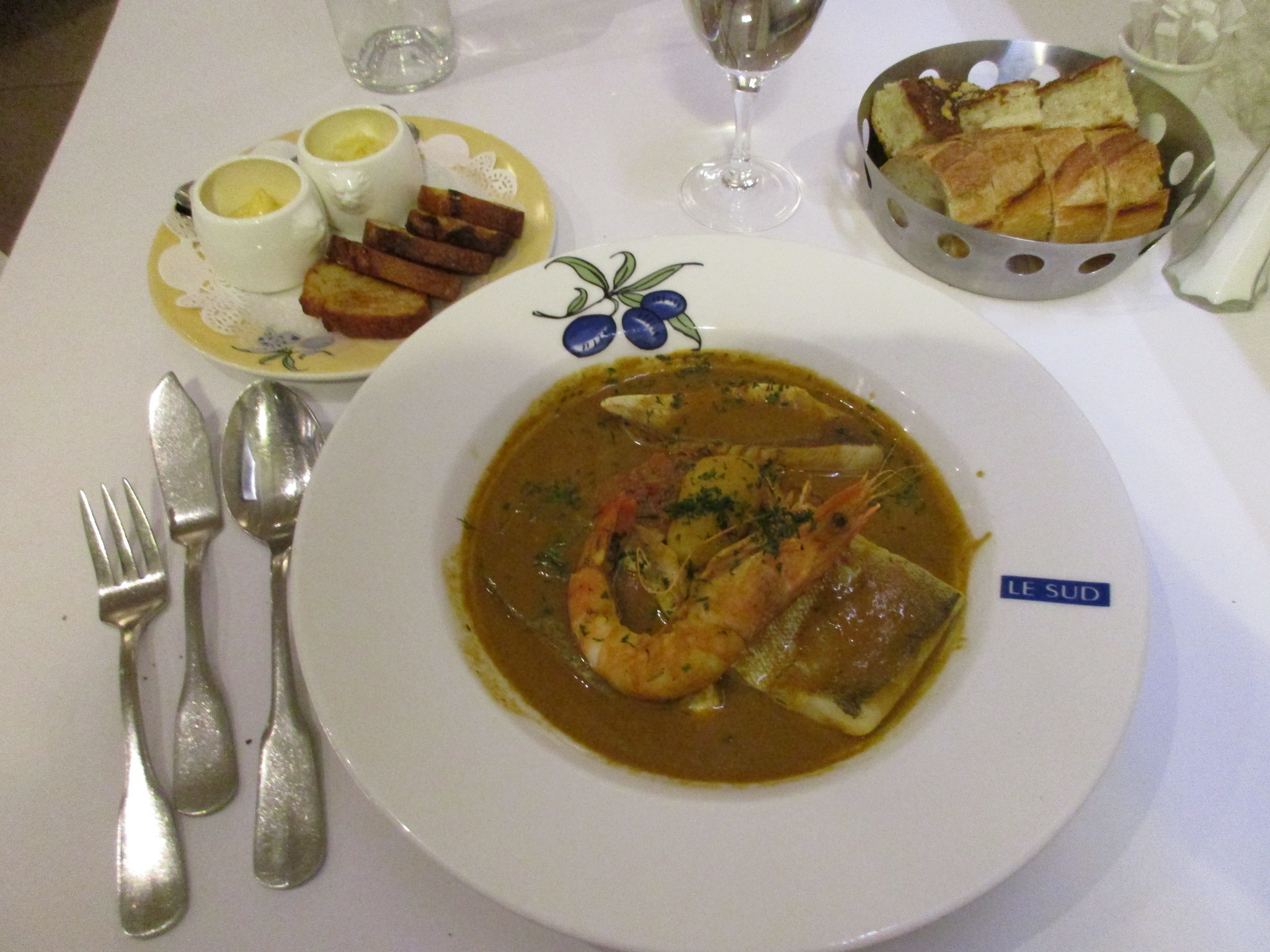
Bouillabaisse.

## Taxonomie
Chrysophrys aurata Cuv. est un synonyme de Sparus aurata L. Ce premier nom scientifique comporte deux fois la référence au doré puisqu'en grec, chrysophrys signifie littéralement « sourcil d'or », par référence à la tache jaune brillante située au-dessus de l'œil et « aurata » signifie « doré » en latin.

## Synonymes
- Aurata aurata (Linnaeus, 1758)
- Chrysophrys aurata (Linnaeus, 1758)
- Chrysophrys aurathus (Linnaeus, 1758)
- Chrysophrys crassirostris (Valenciennes, 1830)
- Pagrus auratus (Linnaeus, 1758)
- Sparus aurata (Linnaeus, 1758)
- Sparus auratus (Linnaeus, 1758)